# Verbascum samniticum
Verbascum samniticum är en flenörtsväxtart som beskrevs av Michele Tenore. Verbascum samniticum ingår i släktet kungsljus, och familjen flenörtsväxter. Inga underarter finns listade i Catalogue of Life.